# Rosala
Rosala est une île de l'archipel finlandais à Kimitoön en Finlande.

## Géographie
Rosala à une superficie de 8,2 km2,.
Il y a trois villages sur l'île, Rosala, Böle et Stubbnäs, dont le plus grand est Rosala. 
Avec Hiittinen, l'ile de Rosala est située entre l'île de Kimito et Hanko.
Le détroit de Kyrksundet qui séparait les îles était autrefois une importante voie de navigation. Un pont a été construit enjambant ce détroit.
Il y a une marina dans le village de Rosala, d'où part un traversier pour les îles voisines.
Le traversier M/S Aurora de Finferriesin relie Rosala et Kasnäs.